# Andrej Pavlovič Kirilenko
Andrej Pavlovič Kirilenko (in russo Андрей Павлович Кириленко?; Alekseevka, 8 settembre 1906 – Mosca, 12 maggio 1990) è stato un politico sovietico.
Segretario all'industria del Comitato Centrale del PCUS dal 1966 al 1982, fu insignito due volte del titolo di Eroe del Lavoro Socialista e di sette onorificenze dell'Ordine di Lenin.

## Biografia
Nato nel 1906 ad Alekseevka, nell'allora governatorato di Voronež, frequentò in quella città la scuola rurale, terminata nel 1920, e quella scuola tecnico-professionale, che completò nel 1925. Iniziò a lavorare come fabbro ed elettricista prima in alcune aziende locali e poi in una miniera del Donbass. Alla fine degli anni venti divenne membro attivo del Komsomol e nel 1931 si iscrisse al Partito Bolscevico.
Nel 1936 si laureò all'Istituto tecnico aeronautico di Rybinsk e lavorò successivamente come ingegnere nella fabbrica di aerei di Zaporož'e. Dal 1938 si dedicò all'attività di partito, per poi partecipare alla Grande guerra patriottica, durante la quale fu membro del Consiglio militare della 18ª Armata del fronte meridionale (1942-1943) e poi plenipotenziario del Comitato di difesa dello Stato presso la fabbrica aeronautica di Mosca.
Dal 1944 al 1947 fu vicesegretario del Comitato regionale del PCUS di Zaporoz'e e poi segretario dei Comitati regionali di Nikolaev (1947-1950), Dnepropetrovsk (1950-1955) e Sverdlovsk (1955-1962).
Dal 1962 fu membro del Politburo del PCUS come vicepresidente dell'ufficio per la RSFS Russa e presidente dell'ufficio per la produzione industriale. Fedelissimo di Brežnev, fu segretario all'industria dal 1966 fino alla morte di questi, nel 1982, e fu poi rimosso dall'incarico da Jurij Vladimirovič Andropov per motivi di salute.

## Fonte
- (RU) Andrej Pavlovič Kirilenko, su warheroes.ru (Geroi strany). URL consultato il 26 novembre 2016.